# Gambrinus liga 1999/2000
Sezóna 1999/00 Gambrinus ligy byla 7. sezónou v samostatné české lize. Začala 30. července 1999 a skončila 17. května 2000.

## Konečná tabulka
| Poř. | Tým                     | Z  | V  | R  | P  | VG | OG | B  |
| ---- | ----------------------- | -- | -- | -- | -- | -- | -- | -- |
| 1.   | AC Sparta Praha (C)     | 30 | 24 | 4  | 2  | 81 | 23 | 76 |
| 2.   | SK Slavia Praha         | 30 | 21 | 5  | 4  | 53 | 25 | 68 |
| 3.   | FC Petra Drnovice       | 30 | 14 | 6  | 10 | 36 | 32 | 48 |
| 4.   | FC Stavo Artikel Brno   | 30 | 12 | 6  | 12 | 35 | 33 | 42 |
| 5.   | FK Teplice              | 30 | 10 | 11 | 9  | 38 | 38 | 41 |
| 6.   | FC Dukla Příbram        | 30 | 11 | 7  | 12 | 33 | 36 | 40 |
| 7.   | CU Bohemians Praha (N)  | 30 | 10 | 10 | 10 | 24 | 28 | 40 |
| 8.   | FC Slovan Liberec (P)   | 30 | 9  | 11 | 10 | 21 | 24 | 38 |
| 9.   | FK Viktoria Žižkov      | 30 | 9  | 10 | 11 | 37 | 41 | 37 |
| 10.  | FK Chmel Blšany         | 30 | 10 | 7  | 13 | 28 | 45 | 37 |
| 11.  | FC Baník Ostrava        | 30 | 8  | 11 | 11 | 43 | 45 | 35 |
| 12.  | SK Sigma Olomouc        | 30 | 7  | 13 | 10 | 31 | 38 | 34 |
| 13.  | SK České Budějovice (N) | 30 | 9  | 5  | 16 | 34 | 49 | 32 |
| 14.  | FK Jablonec 97          | 30 | 7  | 11 | 12 | 24 | 36 | 32 |
| 15.  | SFC Opava               | 30 | 6  | 10 | 14 | 31 | 39 | 28 |
| 16.  | SK Hradec Králové       | 30 | 4  | 11 | 15 | 21 | 38 | 23 |

Poznámky:
- Z = Odehrané zápasy; V = Vítězství; R = Remízy; P = Prohry; VG = Vstřelené góly; OG = Obdržené góly; B = Body
- (C) = obhájce mistrovského titulu, (P) = vítěz Českého poháru, (N) = nováček (minulou sezónu hrál nižší soutěž a postoupil)

|  | Postup do předkola Ligy mistrů 2000/01 |
|  | Postup do předkola Ligy mistrů 2000/01 |
|  | Postup do Poháru UEFA 2000/01          |
|  | Postup do Poháru Intertoto 2000        |
|  | Sestup do 2. ligy 2000/01              |

## Soupisky mužstev
- V závorce za jménem je uveden počet utkání a branek, u brankářů ještě počet čistých kont

### AC Sparta Praha
Jaromír Blažek (13/0/7),
Tomáš Poštulka (17/0/6) –
Miroslav Baranek (27/10),
René Bolf (16/1),
Jan Flachbart (11/0),
Milan Fukal (26/7),
Petr Gabriel (25/2),
Pavel Hapal (6/2),
Martin Hašek (18/0),
Michal Horňák (20/0),
Jiří Jarošík (21/3),
Tomáš Jun (1/0),
Vladimír Labant (12/4),
Roman Lengyel (5/0),
Vratislav Lokvenc (24/20),
Jiří Novotný (27/1),
Pavel Novotný (12/1),
Josef Obajdin (22/5),
Martin Prohászka (7/1),
Tomáš Rosický (24/5),
Horst Siegl (25/10),
Libor Sionko (25/5),
Miroslav Sovič (10/2),
Luděk Stracený (13/0),
Vlastimil Svoboda (6/0),
Zdeněk Svoboda (23/3) –
trenér Ivan Hašek, asistenti Vítězslav Lavička a Ivo Viktor

### SK Slavia Praha
Radek Černý (30/1/14) –
Richard Dostálek (30/4),
Lukáš Došek (29/1),
Tomáš Došek (28/9),
Pavel Horváth (26/10),
Martin Hyský (4/0),
Libor Koller (14/1),
Luboš Kozel (4/0),
Radek Krejčík (7/0),
Tomáš Kučera (7/0),
Tomáš Kuchař (29/3),
Jiří Lerch (19/0),
Adam Petrouš (25/0),
Karel Rada (28/0),
Jiří Skála (18/2),
Ivo Svoboda (2/1),
Anton Šoltis (4/0),
Ivo Ulich (28/6),
Robert Vágner (27/3),
Petr Vlček (24/1),
Martin Vozábal (3/0),
Luděk Zelenka (29/9) –
trenér František Cipro, asistenti Karel Jarolím a Jan Stejskal

### FC Petra Drnovice
Martin Pařízek (1/0/0),
Martin Vaniak (29/0/12) –
Erich Brabec (24/1),
Marcel Cupák (30/7),
Bronislav Červenka (25/2),
René Formánek (22/1),
Zdeněk Grygera (29/3),
Miroslav Holeňák (29/1),
Vlastimil Chytrý (2/0),
Miroslav Kadlec (28/0),
Jiří Kaufman (26/3),
Vladimír Kinder (12/0),
Ivan Kopecký (5/1),
Miloslav Kufa (26/1),
Fotis Maniatis (11/0),
Martin Müller (18/1),
Rudolf Otepka (13/0),
Pavel Pergl (9/1),
Jiří Pospíšil (12/1),
Vítězslav Tuma (22/11),
Zdeněk Valnoha (26/2),
Pavel Zavadil (9/0) –
trenér Karel Večeřa, asistenti Josef Mazura a Rostislav Horáček

### FC Stavo Artikel Brno
Luboš Přibyl (30/0/10) –
Tomáš Abrahám (5/0),
Petr Baštař (22/0),
Daniel Břežný (4/0),
Zdeněk Cihlář (27/0),
Libor Došek (11/3),
Patrik Holomek (16/2),
Pavel Holomek (10/1),
Petr Kocman (22/2),
Jiří Kopunec (5/0),
Gökmen Kore (9/0),
Martin Kotůlek (3/0),
Petr Křivánek (28/5),
Jan Maroši (29/4),
Jan Palinek (18/1),
Jan Polák (29/1),
Patrik Siegl (30/9),
Pavel Šustr (23/0),
Petr Švancara (29/4),
Martin Zbončák (25/2),
Marek Zúbek (28/0) –
trenér Karel Jarůšek (1.–10. kolo a 12.–30. kolo) a Jiří Hamřík a Josef Hron (11. kolo), asistenti Jiří Hamřík a Josef Hron

### FK Teplice
Pavel Kučera (1/0/0),
Libor Macháček (30/0/10) –
Michal Bílek (24/5),
Petr Brabec (29/1),
Radek Divecký (27/7),
Petr Fousek (24/1),
Zdenko Frťala (24/0),
Martin Frýdek (25/0),
Michal Hájek (1/0),
Pavel Holomek (15/4),
Jaromír Jindráček (26/1),
Michal Kolomazník (29/5),
Tomáš Kukol (23/0),
Aleš Pikl (4/0),
Petr Pokorný (16/0),
Miroslav Rada (15/0),
Zbyněk Rampáček (14/0),
Marián Řízek (14/1),
David Sourada (7/0),
Petr Strouhal (3/0),
Dušan Tesařík (29/3),
Štěpán Vachoušek (5/0),
Pavel Verbíř (29/10) –
trenér Josef Pešice, asistent Miroslav Šafařík a Petr Němec

### FC Dukla Příbram
Michal Čaloun (12/0/5),
Peter Jakubech (9/0/2),
Zdeněk Jánoš (6/0/2),
Jan Klíma (1/0/0),
Michal Špit (2/0/2) –
Tonči Bašić (6/0),
Jiří Birhanzl (3/0),
Radek Čížek (26/4),
Aleš Hynek (12/0),
Lukáš Jarolím (29/2),
Petr Jendruščák (1/0),
Marek Kulič (25/7),
Tomáš Kučera (7/0),
Marcel Mácha (27/0),
Jaroslav Mašek (16/2),
Radek Mynář (29/5),
David Nehoda (4/0),
Róbert Novák (14/0),
Rudolf Otepka (14/3),
Petr Podzemský (29/1),
Jiří Rychlík (16/1),
Vlastimil Ryšavý (22/1),
Michal Seman (26/5),
Jaroslav Schindler (14/1),
Daniel Šmejkal (20/0),
Martin Špinar (15/0),
Hynek Talpa (2/0),
Ivan Valachovič (5/0),
Luděk Vyskočil (6/0),
Jan Zušťák (15/1) –
trenér Jiří Kotrba, asistenti Robert Žák a František Kopač

### FC Bohemians Praha
Jaromír Blažek (16/0/7),
Kamil Čontofalský (14/0/5) –
Richard Culek (25/1),
Martin Daňhel (1/0),
Karel Doležal (26/0),
Jan Flachbart (5/1),
Tomáš Freisler (16/0),
Petr Gottwald (7/0),
Michal Hrbek (12/0),
Libor Janáček (14/1),
Josef Jinoch (15/0),
Martin Jiránek (16/0),
Roman Jůn (12/4),
Jaroslav Kamenický (6/0),
Karol Kisel (8/0),
Marián Klago (14/2),
Luděk Klusáček (2/0),
Pavel Kulig (29/3),
Tomáš Kulvajt (9/0),
Pavel Mareš (13/0),
Kamil Matuszny (13/1),
Marcel Melecký (17/0),
Tomáš Návrat (19/0),
Jiří Novák (12/1),
Miroslav Obermajer (5/0),
Michal Petrouš (24/1),
Bohuslav Šnajdr (21/1),
Pavel Vašíček (10/2),
Pavel Veleba (2/0),
Benjamin Vomáčka (12/1),
Luděk Zdráhal (16/5) –
trenér Vlastimil Petržela, asistent Vladimír Borovička

### FC Slovan Liberec
Zbyněk Hauzr (25/0/12),
Antonín Kinský (5/0/3) –
Milan Bakeš (5/0),
Martin Barbarič (11/3),
David Breda (24/0),
Pavel Čapek (25/0),
Martin Čupr (14/1),
Petr Dvořák (11/0),
Michal Hrbek (10/1),
Libor Janáček (16/0),
Tomáš Janů (14/0),
Martin Jiránek (13/0),
Petr Johana (11/1),
Roman Jůn (13/0),
Marek Kincl (6/1),
Marián Klago (12/1),
Vladimír Kožuch (13/3),
Josef Lexa (26/1),
Lazzaro Liuni (27/8),
Stanislav Marek (20/0),
Kamil Matuszny (7/0),
Rastislav Michalík (24/2),
Jan Nečas (18/0),
Pavel Negru (2/0),
Robert Neumann (28/0),
Lukáš Novotný (3/0),
Bohuslav Pilný (17/0),
Petr Silný (3/0),
Jiří Štajner (8/1) –
trenér Ladislav Škorpil, asistenti Josef Petřík a Martin Hřídel

### FK Viktoria Žižkov
Jiří Kobr (16/0/0),
Petr Pižanowski (14/0/9) –
Tomáš Burger (1/0),
Jan Buryán (24/1),
Martin Čupr (13/0),
Roman Gibala (22/3),
Rostislav Hertl (13/0),
Petr Holota (16/0),
Radovan Hromádko (19/3),
Tomáš Hunal (22/0),
Kennedy Chihuri (26/2),
Marek Kincl (22/15),
Tomáš Klinka (5/0),
Miroslav Mikulík (21/0),
Antonín Mlejnský (15/0),
Jaromír Navrátil (9/2),
Pavol Pavlús (1/0),
Aleš Pikl (23/5),
Jaromír Plocek (24/2),
Jiří Sabou (13/1),
Miroslav Sovič (7/0),
Michal Starec (7/0),
Luděk Stracený (21/3),
Miroslav Šebesta (13/0),
Karel Valkoun (8/0),
Pavel Veleba (2/0),
Jan Zakopal (23/0),
Pavel Zbožínek (11/0) –
trenér Petr Uličný (1.–8. kolo) a Zdeněk Ščasný (9.–30. kolo), asistent Miroslav Polášek (1.–16. kolo), Jaroslav Šilhavý a Milan Sova (17.–30. kolo)

### FK Chmel Blšany
Petr Čech (1/0/0),
Aleš Chvalovský (29/0/10) –
Günter Bittengel (19/0),
Jakub Bureš (11/0),
Pavel Devátý (7/0),
Libor Došek (17/3),
Václav Drobný (20/0),
Patrik Gedeon (29/3),
Petr Grund (5/0),
Michal Hoffmann (1/0),
Roman Hogen (21/3),
Ondřej Houda (3/0),
František Koubek (22/3),
Stanislav Krejčík (12/0),
Jan Kyklhorn (6/0),
Martin Pazdera (19/0),
Pavel Pergl (6/0),
Michal Pospíšil (26/3),
Jiří Sýkora (26/2),
Jan Šimák (28/5),
Karel Tichota (29/2),
Jan Velkoborský (29/2),
Jan Vorel (11/0),
Petr Vrabec (9/0),
Ivo Zbožínek (11/0) –
trenér Miroslav Beránek, asistent Jan Říčka a Jiří Sedláček

### FC Baník Ostrava
Vít Baránek (25/0/4),
Martin Raška (5/0/1) –
Jan Baránek (26/1),
Milan Baroš (29/6),
Robert Caha (22/0),
Vladimír Čáp (21/3),
Josef Dvorník (17/0),
Josef Hoffmann (1/1),
Marek Jankulovski (27/8),
Rostislav Kiša (10/0),
Lubomír Kubica (7/0),
Marcel Lička (27/2),
Martin Lukeš (19/3),
Milan Páleník (6/0),
Marek Poštulka (19/2),
Petr Samec (20/5),
Radek Slončík (11/0),
Michal Šlachta (28/2),
Tomáš Šťástka (25/0),
Petr Veselý (14/0),
Radim Wozniak (25/4),
Tibor Zátek (11/0),
Libor Žůrek (13/3) –
trenér Verner Lička (1.–21. kolo) a Rostislav Vojáček (22.–30. kolo), asistent Bohumil Páník a Rostislav Vojáček

### SK Sigma Olomouc
Tomáš Bureš (21/0/6),
Radomír Havel (6/0/1),
Jindřich Skácel (4/0/1) –
Jiří Barbořík (12/1),
Martin Fabuš (15/1),
Marek Heinz (15/4),
Roman Hendrych (13/0),
David Kobylík (16/0),
David Kotrys (8/0),
Martin Kotůlek (15/1),
Radoslav Kováč (28/0),
Michal Kovář (16/3),
Radim König (11/1),
Jiří Krohmer (15/0),
Radim Kučera (26/2),
Oldřich Machala (30/0),
Josef Mucha (24/4),
Emil Nečas (26/0),
Zdeněk Opravil (2/0),
Michal Spáčil (4/0),
Tomáš Ujfaluši (29/0),
Aleš Urbánek (27/1),
Stanislav Vlček (29/13),
Pavel Zbožínek (14/0),
Luděk Zdráhal (4/0) –
trenér Dan Matuška (1.–9. kolo), Petr Žemlík (10.–28. kolo) a Leoš Kalvoda (29.–30. kolo), asistenti Leoš Kalvoda a Jiří Vít

### FK Jablonec 97
Petr Pižanowski (16/0/4),
Karel Podhajský (14/0/8) –
Jozef Antalovič (6/0),
Milan Barteska (29/2),
Václav Budka (9/0),
Tomáš Čížek (24/0),
Dejan Drenovac (3/0),
Milan Fukal (1/2),
Karel Havlíček (18/0),
Radim Holub (28/7),
Jiří Homola (7/1),
Petr Hruška (6/0),
Vladimír Chaloupka (11/1),
Pavel Jirousek (24/1),
Miloslav Kordule (24/1),
Josef Laštovka (4/0),
Ľubomír Mati (6/0),
Jiří Mašek (9/0),
Radim Nečas (27/2),
Petr Papoušek (23/2),
Tomáš Požár (4/0),
Martin Procházka (5/0),
Roman Skuhravý (29/3),
Dalibor Slezák (19/1),
Karel Urbánek (4/0),
Jiří Vávra (20/0),
Martin Vejprava (11/1),
Luděk Vyskočil (4/0),
Jozef Weber (27/0) –
trenér Július Bielik (1.–8. kolo), Zdeněk Klucký (9.–19. kolo) a Jindřich Dejmal (20.–30. kolo), asistenti Zdeněk Klucký (1.–8. kolo), Radim Straka a Zdeněk Schovánek

### SK České Budějovice
Jaroslav Drobný (28/0/7),
Pavol Švantner (2/0/0) –
Pavel Babka (1/0),
Viktor Dolista (1/0),
Michal Drahorád (27/1),
Ladislav Fujdiar (26/4),
David Horejš (6/0),
Tomáš Janda (29/11),
Richard Jukl (24/4),
Michal Káník (24/0),
Marek Kopecký (23/0),
Tomáš Krejča (2/0),
Karel Krejčí (1/0),
David Lafata (17/0),
Roman Lengyel (15/1),
Martin Leština (2/0),
Aleš Matoušek (2/0),
Michal Nehoda (6/1),
Martin Obšitník (25/4),
Jan Pejša (29/1),
Miloslav Penner (27/1),
Pavel Pěnička (30/2),
Libor Polomský (8/1),
Jiří Pospíšil (14/0),
Stanislav Rožboud (17/0),
Martin Silmbrod (3/0),
Karel Vácha (13/2),
Martin Vozábal (14/1) –
trenér Pavel Tobiáš, asistenti Miroslav Jirkal a Martin Wohlgemuth

### Slezský FC Opava
Ivo Schmucker (26/0/7),
Michal Vorel (4/0/0) –
Jiří Fencl (16/0),
Alois Grussmann (19/1),
Michal Hampel (3/0),
Pavel Harazim (14/0),
Roman Hendrych (9/1),
Roman Janoušek (19/2),
Miroslav Kamas (27/0),
Jaroslav Kolínek (27/1),
Edvard Lasota (13/1),
František Metelka (3/0),
Radomír Müller (1/0),
Jan Nezmar (24/8),
Roman Nohavica (21/1),
Radek Onderka (24/10),
Zdeněk Pospěch (7/0),
Radomír Prasek (6/0),
Ľubomír Puhák (17/1),
Lumír Sedláček (25/2),
Igor Szkukalek (29/0),
Radek Špiláček (26/1),
Michal Štefka (28/1),
Ondřej Švejdík (1/0),
Tomáš Vychodil (24/0) –
trenér Jiří Bartl (1.–20. kolo) a Petr Uličný (21.–30. kolo), asisteni Libor Pala a Zdeněk Knapp

### SK Hradec Králové
Karel Novotný (14/0/5),
Karel Podhajský (16/0/3) –
Aleš Bednář (8/0),
Petr Bílek (6/0),
Vladimír Blüml (14/0),
Tomáš Bouška (21/2),
Pavel Černý (29/4),
Michal Doležal (16/0),
Jaroslav Dvořák (12/0),
Patrik Holomek (6/0),
David Homoláč (26/3),
Josef Chaloupka (1/0),
Roman Juračka (17/0),
David Kalousek (18/1),
Daniel Kaplan (7/0),
Jan Kraus (27/3),
Pavel Kubeš (7/0),
Michal Lesák (24/1),
Radek Opršal (8/0),
Karel Piták (25/3),
Jaroslav Plašil (3/0),
Petr Pokorný (7/0),
Adrian Rolko (14/0),
Petr Samek (4/0),
Rudolf Skácel (3/0),
Ondřej Szabo (25/1),
Zdeněk Ševčík (1/0),
Jiří Weisser (2/0),
Miroslav Zemánek (25/0),
David Zoubek (29/0) –
trenér Stanislav Kocourek (1.–6. kolo) a Milan Petřík (7.–30. kolo), asistenti Milan Petřík, Luděk Jelínek a Martin Černík